# 드랑 나흐 오스텐

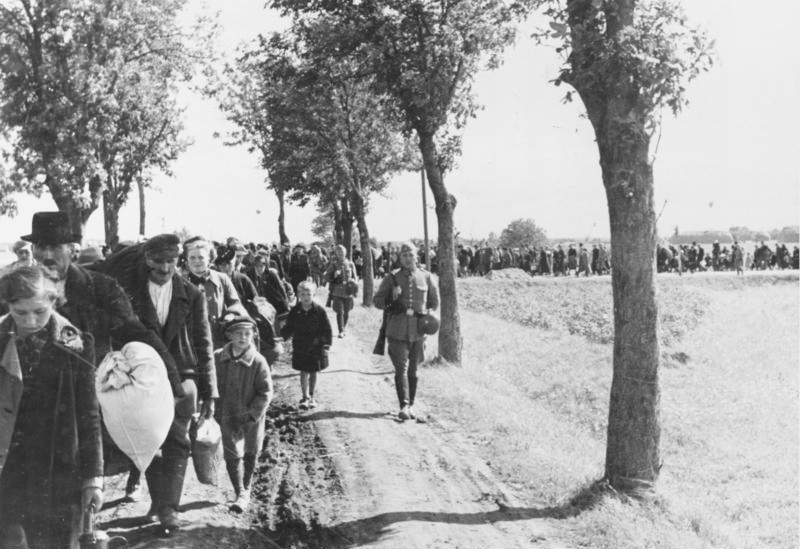
1939년 독일의 폴란드 침공 이후 추방당하는 폴란드인. 폴란드의 서부는 독일 식민 계획의 일환으로 독일인의 이주시키기 위해 폴란드인이 추방되었다.

드랑 나흐 오스텐(독일어: Drang nach Osten, 독일어로 "동부에 대한 갈망" "동부로 돌격", "동부로의 전진", "동부로의 진전", "동부로의 욕망"을 뜻함)은 19세기 독일 확장을 위해 슬라브 민족의 땅을 점령한다는 개념이다. 이 용어는 19세기 독일 민족주의 운동의 모토가 되었다. 일부 역사 담론에서는 드랑 나흐 오스텐을 동부 유럽에서의 독일인 정착(History of German settlement in Eastern Europe)과 관련하여 중세 튜턴 기사단이나 정치적 독일인화, 현대의 나치 독일 레반스라움과 관련짓기도 한다. 이것은 독일의 민족주의와 나치즘의 핵심적 요소 중 하나이다. 1944년 2월 7일 히틀러의 연설에서 "동쪽으로, 항상 동쪽으로 우리 아리아 민족이 확장해야 한다. 이것은 독일 민족의 확장 선포 지역의 방향이다."라고 말했다.

## 용어의 유래
드랑 나흐 오스텐의 첫 번째 사용은 1849년 폴란드 기자 줄리앙 클라체코(Julian Klaczko)가 처음 사용했다고 전래되지만, 이 용어의 인용 형태에 대해서 약간의 논란이 있다. 왜냐하면 이 용어는 영어, 폴란드어, 러시아어, 체코어 및 다른 언어에서 독일어의 형태로 사용하기 때문에 독일어가 기원이라고 생각하기 때문이다.

## 배경
드랑 나흐 오스텐은 중세 독일의 동방식민운동과 관련이 있다. 이 "동부 식민지"는 슬라브인과 발트인 거주지역에 독일 문화, 언어, 주, 정착 등을 목표로 식민지화하는 것이다.
중세 성기 동안 신성로마제국의 라인란트인, 플랑드르인, 니더작센인들의 인구 증가로 인해 이들은 인구 밀도가 적은 폴란드 지역으로 정착했다. 이 운동은 독일 귀족 및 슬라브 왕과 공작, 중세 교회 등에 의해 지원되었다. 이 타협 대부분의 손실은 폴라브 슬라브인(Polabian Slavs)과 이교도 발트인(북방 십자군 참조)가 감당해야 했다.
후에 프로이센이 될 고대 프로이센(Old Prussians)이라는 이름의 이 점령 운동은 대부분이 이 사상을 바탕에 두었다. 중세의 끝이 다가올 때, 튜턴 기사단은 콘라두스 1세에 의해 북부 폴란드로 이동하여 남부 발트 지역을 강제로 점령하고 흡수했다.
18세기 후반 프로이센 왕국, 오스트리아 제국, 러시아 제국에 의한 폴란드 분할 이후, 프로이센은 많은 폴란드 서부 영토를 얻었다. 후에 독일이 될 프로이센은 폴란드 지역에서 폴란드 분할 동안 폴란드인의 독일인화(Germanisation of Poles during Partitions)로 폴란드 지역의 정치에 관여했다. 러시아와 스웨덴 제국은 튜턴 기사단이 정복했던 라트비아 및 에스토니아를 점령했다.

## 독일 담화에서의 드랑 나흐 오스텐
이 용어는 독일 민족 운동의 중심으로 1891년 알데우테첸 베르반데스(Alldeutschen Verbandes)가 다음과 같이 처음 언급했다.
독일어 : Der alte Drang nach dem Osten soll wiederbelebt werden. 
영어 : The old Drang nach Osten must be revived. 
한국어 : 오래된 드랑 나흐 오스텐을 부활시켜야 한다.

나치 독일은 1938년 주데첸 위기 당시 체코에게 "드랑 나흐 오스텐에 대한 슬라브 최후의 보루"라는 슬로건으로 드랑 나흐 오스텐을 이용했다.
드랑 나흐 오스텐 정책에도 불구하고, 인구 이동은 동부 농촌의 저개발 지역에서 독일 서부의 번영된 산업 지역에 매료되어 동부에서 서부로 이동하는 반대 현상이 발생했다. 이러한 현상은 독일어로 오스트플루트(Ostflucht)로 알려진 "동부 이동"으로 명명되었다.

### 드랑 나흐 베스텐
독일 민족주의자(Romantic nationalism)들은 새로운 드랑 나흐 오스텐으로 폴란드의 "드랑 나흐 베스텐"에 반대했다. 제1차 세계 대전 종전으로 베르사유 조약이 체결된 이후 폴란드는 독일 제국 동부 영토의 대부분인 포잔 지역(Province of Posen), 서프로이센, 어퍼 실레지아 주(Province of Upper Silesia) 등을 합병하여 새로운 폴란드 제2공화국을 건립했다. 서프로이센의 단치히 도시는 단치히 자유시가 되었다.
폴란드 잡지 워프로스트(Wprost)에는 2002년 8월 드랑 나흐 오스텐과 드랑 나흐 웨스텐을 동시에 사용하며 독일 RWE가 폴란드 잡지사 STOEN를 인수했고 동독에는 폴란드 잡지사가 진출되었다는 이야기를 하였다.
또한, 드랑 나흐 웨스턴은 에릭 조세프 골드버그(Eric Joseph Goldberg)의 책 "제국의 투쟁"(Struggle for Empire)에서 독일의 동부 진출로의 꿈을 접는다는 내용에서 아이러니한 제목이다.

## 폴란드와 판슬라브 담론에서의 드랑 나흐 오스텐
헨리 코어 메이어(Henry Cord Meyer)의 책 《드랑 나흐 오스텐 : 게르만-슬라브 관계의 운명, 1849년-1990년》(Drang nach Osten: Fortunes of a Slogan-Concept in German-Slavic Relations, 1849-1990)에서 드랑 나흐 오스텐이란 슬로건에 대해 대부분 슬라브 세계에 사용된 슬로건은 독일보다 더욱 광범위하게 사용되었다. "주요 순환 지역은 슬라브 세계이다. 사실, 대부분의 독일 역사학자들은 단순한 판슬라브(나중의 소련)의 독일 저항이라는 슬로건을 거부했다." 이것은 "소비에트 블록의 편찬학과 프로파간다에 주력했다. [...] 심지어 이 개념이 제2차 세계 대전 이후 슬라브 역사 편찬의 폭넓은 수용으로 발견되었을지도, 이것은 사실에 입각하여 정확하다는 것을 뜻하진 않는다. 이 어구는 대부분 11세기부터 독일 역사의 연속성을 증명하는 데 이용된다. 이것은 독일과 슬라브간의 밀접함을 보여준다."

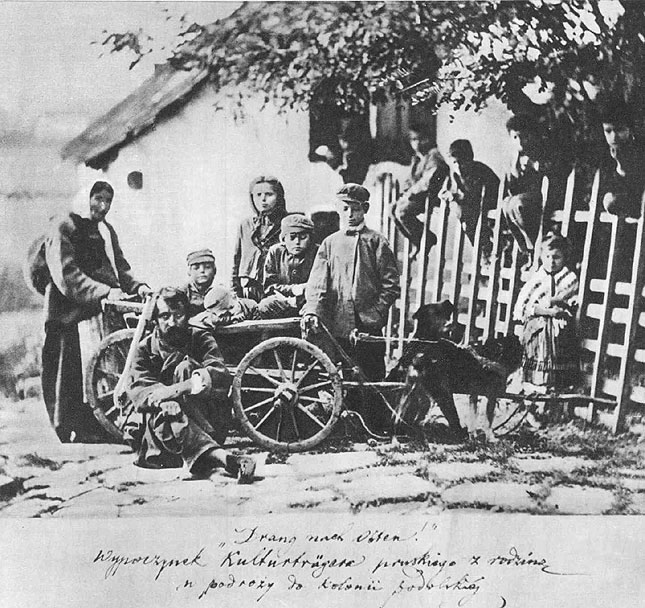
19세기 우크라이나 카미야네치포딜스키의 독일 정착자.

19세기 로맨틱 민족주의의 발달과 함께, 폴란드, 러시아인 지식인들은 독일의 오스트포르슈그와 드랑 나흐 오스텐을 언급했다. 독일 제국과 오스트리아-헝가리 제국은 제국을 동쪽으로 확장시키고자 했다. 독일 제국은 오스만 제국(동방문제)에 대한 영향력을 확보하고 오스트리아-헝가리 제국은 보스니아-헤르체고비나 등 발칸반도를 병합하며 확장했다.

## 나치 독일의 레반스라움 개념
1933년부터 1945년까지 나치 독일의 독재자였던 아돌프 히틀러는 드랑 나흐 오스텐이라 부르는 동방진출계획(레반스라움)을 제창하여 동부에 독일 식민지를 세우고자 했다. 그 때까지 이 용어는 외국 신문에 개재되는 등 통용되는 단어였다. 제2차 세계 대전 중 동부 전선에서 독일 국방군은 폴란드, 발트 국가, 벨라루스, 우크라이나, 유럽 러시아의 대부분을 점령했다. 제네럴플랜 오스트(Generalplan Ost)란 계획에서 슬라브 토착민을 추방하고 독일 민족을 이주시키고자 했다. 웨어바우어(Wehrbauer)는 독일 국경 밖의 위협을 방지하기 위한 방어선으로 지정될 예정이었다.
이것은 실제로 동부에 정착하고자 하는 독일인이 튜턴 기사단의 역할은커녕 이주를 하지 않았다. 실제로, 전쟁 중에 설계한 알트라이히(Altreich)에서는 식민자들을 받지 못했지만 독일-소련 불가침 조약에 따라 나치-소비에트 인구 이동으로 주요 소련의 관심 지역에 정착했다. 또한 몇몇 폴란드인들을 독일인화 시켰다. 그러나, 1943년 소비에트 연방이 독일로의 공세를 시작했고 1945년 나치 독일은 연합군에 의해 멸망했다.

## 제2차 세계 대전 이후 동부 독일인의 추방
인구통계학적 및 문화적으로 동방식민운동은 제2차 세계 대전 이후 종료되었다. 1945년부터 48년간 포츠담 회담(Potsdam Conference)으로 결정된 오데르-나이세선 동부의 독일인의 추방(Flight and expulsion of Germans (1944–1950))은 "드랑 나흐 오스텐"을 완전히 끝나게 만들었다. 역사적으로 발트인들이 거주한 곳을 구 프로이센가 점령했고 드랑 나흐 오스텐으로 동화된 구 독일 동부 영토은 폴란드, 러시아, 리투아니아 등이 분할 점령하여 각 민족으로 다시 채워지게 되었다. 오데르-나이세선은 점차적으로 전후 모든 독일의 경계로 받아들어졌으며, 이 경계 넘어 재확장이나 재점령 의지를 낮추게 되었다. 옛 프로이센은 13세기 튜튼 기사단이 점령하여 이 세기 동안 동화되었지만 고대 프로이센어는 17-18세기에 멸종했다.

## 같이 보기
- 오스트포르슈그 (Ostforschung)
- 제너럴플랜 오스트 (Generalplan Ost)
- 제2차 세계 대전 이후 독일인의 추방 (Expulsion of Germans after World War II)
- 독일의 폴란드인 추방 (Expulsion of Poles by Germany)
- 문화투쟁 (Kulturkampf)
- 독일인화